# Sziddhi
A sziddhi (szanszkrit सिद्धि; tibeti: དངོས་གྲུབ) többjelentésű szó; utalhat a paranormális, természetfeletti vagy más mágikus képességekre, a mélyreható beteljesülésre, de önfelfedezést vagy Isten-megvalósítást is jelenthet. Szó szerint: beteljesítés, befejezés, siker, bizonyosság, hitelesség, tökéletesség stb.

## Hinduizmus
A hinduizmusban a sziddhi (természetfeletti) képességek a tökéletessé vált mestereknek, egyes jógiknak és aszkétáknak tulajdonítottak, akiket szanszkrit szóval sziddha-nak (सिद्ध) neveznek.
A leírások alapján e képességek a jóga odaadó gyakorlása által természetesen fejlődnek ki, nagy hangsúlyt fektetve a jama és nijama előírásaira, a mantrákra és a meditációra.  Patandzsali Jóga-szútrái, az Upanisadok és a Bhágavata-purána foglalkozik vele, de többek között Egy jógi önéletrajza című könyvében Paramahansza Jogananda, és Élet a Himalája mestereivel című könyvében Szvámi Ráma is leírást tesz ilyen különleges képességekről, a nagy mesterekkel kapcsolatban (telepátia, gondolatolvasás, tisztánlátás, bilokáció, érintés nélküli gyógyítás, a természeti elemek irányítása stb.)
Az egyes csakrák és a bennük akkumulált világerők megnyilvánulnak a jógi előtt, egyben tudatossá válnak számára, úgyhogy a testében ható erők működését befolyásolhatja és irányíthatja. A csakrák mindegyike bizonyos kozmikus erőközpontokkal kapcsolódik, s a jógi, midőn benső mivoltuk feltárul előtte, úrrá lesz a vonatkozó természeti erőkön is. A természeti erőkön való uralom hozza létre benne a sziddhi-ket, a "hatalmakat" vagy rendkívüli erőket, amelyek képessé teszik arra, hogy az illető erővel vagy erőkomplexummal kapcsolatos jelenségeket kedve szerint előidézhesse.
Patandzsali Jóga-szútrái alapján aszkézissel és a jóga magasabb fokozatainak gyakorlásával különleges képességek is kifejleszthetők, pontosabban: az emberben potenciálisan meglévő képességek megnyilvánulása előtt álló akadályok eltávolíthatók. Ilyen képességek például a múlt és a jövő ismerete, a távolbalátás, a nem-emberi lények érzékelése, előző életek ismerete, más lények tudatának megismerése, emberfeletti erő birtoklása, rejtett és távoli dolgok megismerése, a világegyetem megismerése, a test működésének megismerése, az éhség és szomjúság megszüntetése, az élettelen tárgyak feletti uralom képessége stb.
Az ind irodalom alapján a csodák világa nincs rejtve a jógik és a nagy bölcsek előtt. Paramahansza Jógánanda így ír Egy jógi önéletrajza című könyvében: 
"Aki tökéletes egységben él az isteni hatalommal, az tetszése szerint hajthat végre bármilyen változást a kozmikus vízióban, tetszése szerint varázsolhat elő, vagy tüntethet el tárgyakat. Minél inkább megvalósítja Istennel és az ő örök törvényeivel való egységet, annál kevésbé uralkodhat rajta az anyag. Nem a fizikus, hanem a megvalósult mester érti meg az anyagok valódi természetét. Ilyen tudásánál volt képes Jézus is arra, hogy visszaforrassza a szolga fülét, amelyet egyik tanítványa a kardjával levágott."
Külső nyomásra, haszontalanságra, vagy dicsekvésképpen egy igazi mester sohasem mozgósítja természetfeletti erőit. Patandzsali is óva inti a tanítványait, hogy ilyen képességekre törekedjenek, vagy ilyen képességek spontán kialakulása esetén büszkeség vagy ragaszkodás alakuljon ki bennük, mert ez a végső cél elérésének az akadályává válik. A cél ugyanis nem az, hogy uralkodjunk a "prakriti" által létrehozott jelenségvilágon, hanem hogy attól megszabaduljunk. A jóga célja nem a sziddhik elérése. Ha a tanítvány vagy a jógi kísértésbe esik ezek birtoklásától, egész további fejlődése komoly törést szenved.
Egy igazi guru számtalan sziddhivel van megáldva, a sziddhik birtoklása ugyanakkor nem azt a célt szolgálja, hogy egy bölcs ily módon nyilvánítsa ki nagyságát, s nem is jelent bizonyítékot arra vonatkozóan, hogy elérte volna az önmegvalósítást. Az igazán tiszta törekvésű jógi ezeket a megszerzett erőket nem használja fel. A sziddhi képességek az igazi jógi szemében csak kísérő jelenségei benső tisztulásának és a végső átélés felé való erőhaladásának, de mégis csak jelenségek s így a májá szemfényvesztő világába tartoznak és nem elégíthetik ki a legmagasabb megismerés felé törekvő szellemet.
A legtöbb ember mohóságban, önzésben és tudatlanságban szenved. Buddha, Jézus és a nagy jógik, szvámik, lámák, bölcsek stb. spontán módon tettek csodákat és céljuk volt vele. Nem önös késztetésből vagy a szenzáció kedvéért cselekedtek. Egy jógi vagy szent anélkül is szert tehet sziddhikre, hogy egyáltalán vágyna rá, de ha valaki tudatában van az élet céljának, akkor sohasem használja őket helytelenül. A sziddhik helytelen használata az illető bukásával jár. Ezen erőknek semmi köze a spiritualitáshoz, viszont komoly akadályokat jelentenek a megvilágosodáshoz és megszabaduláshoz vezető úton.
Jézus az isteni erők tökéletes birtokában sem mutatkozott hajlandónak arra, hogy erőit felhasználja, amikor ez csupán önös és alantas céllal történt volna, pl. a megkísértésekor vagy amikor az elvakult emberek égi jelet kértek tőle, vagy felszólították hogy szabadítsa meg magát a keresztről. 
Hasonlóan Buddha is azt válaszolta az őt csodatevésre kérőknek, hogy „...nem szeretem, elutasítom és megvetem a csodákat” (Dígha-nikája), és nem tett eleget csodákkal kapcsolatos kérésüknek. Buddha a természetfeletti képességeire a hagyomány szerint mély meditációi révén tett szert, akkor, amikor a világi életet maga mögött hagyta és aszkéta gyakorlatokat végzett éveken keresztül. Csodákat csak akkor hajtott végre, amikor az érző lények javára akart cselekedni, és intette az őt követőket, hogy az ilyen képességek megszerzése nem célja az általa ajánlott útnak.
A benső fejlődés útján szerzett erőket önérdekből csak a mágusok alkalmazzák és az ilyen erőkifejtés a fekete mágia területére tartozik.
A sziddhiket keresztény kultúrkörben a Lélek erejének is nevezik. Ilyen erővel gyógyított Jézus, a tanítványok és a próféták, támasztottak fel halottakat, parancsoltak a természeti erőknek, olvastak mások gondolataiban, vagy jelentették meg a jövőt. A bennszülött kultúrákban vajákos vagy sámán képességeknek is nevezik. 

### Nyolc elsődleges sziddhi
A hinduizmusban, tantrában és jógában nyolc sziddhi (asta sziddhi) vagy nyolc nagy tökéletesség (mahā-sziddhi) ismert:
- aṇimā: e képesség birtokosa végtelenül parányivá tud válni és képes láthatatlanná válni; be tud hatolni bármibe és áthatolni bármin
- mahimā: a végtelen naggyá válás képessége
- laghimā: levitáció - e képesség révén lebegni és repülni is tud és bárhová el tud jutni
- prāpti: bármilyen tárgyat el tud érni, s képes behatolni mások érzékszerveibe is, azaz át tudja élni azt, amit mások tapasztalnak vagy éreznek
- prākāmja: e képesség birtokosa bármilyen kellemes érzékszervi tapasztalatot képes átélni, különböző szubsztanciákon tud áthatolni
- iṣaṭva: a jógi e tökéletesség révén bármit akarata szerint át tud alakítani és csodás jelenségeket tud létrehozni, pl. gyógyítani vagy befolyásolni az időjárást
- vaśitva: az ok-okozati összefüggések uralása, a jógi képes másokat irányítani, azaz rá tudja kényszeríteni az akaratát másokra, s az anyagi energia többé nem akadályozhatja meg vágyai beteljesülését
- kāmāvaszājitva: a vágyak (kāma) beteljesítésének (avaszājitva) képessége az anyagi elemek feletti uralom révén. Ezen képesség által a mester bármilyen élőlényt életre hívhat, és ez a lény megmarad mindaddig, amíg létrehozója által kijelölt vége el nem következik. Az irodalom ismer pl. mesterségesen létrehozott elméket (nirmána-csitta), amelyek bizonyos feladatokat hajtanak végre név szerint a létrehozó vagy másvalaki karmájának csökkentését. [13]

### Bhágavata Purána
A Bhágavata Puránában Krisna elmagyarázza, hogy a természetfeletti képességeket a nyolcfokú jóga-rendszer gyakorlásával lehet kifejleszteni.

#### A jóga és a meditáció öt sziddhi-je
Jóga-dhárana-sziddhi: a jógi eléri a misztikus jóga és a meditáció tökéletességét.
Ez utóbbi tökéletesség további öt alkategóriára bontható
A Bhágavata Puránában, a jóga és meditáció öt sziddhije: 
1. trikāladzsnyatvam: a múlt, a jelen és a jövő ismerete
2. advandvam: a hideg, a forróság és a szélsőséges körülmények elviselése
3. para csittā ādi ābhidzsnyatā: bele tud látni mások elméjébe és gondolataiba
4. agni arka ambu viṣa ādīnām pratiṣṭambhaḥ: semlegesíteni tudja az elemek: a tűz, a nap, a víz, továbbá a mérgek és más anyagok, átkok és fegyverek negatív hatását
5. aparādzsajah: a jógi legyőzhetetlenné válik[14]

#### Tíz másodlagos sziddhi
A Bhágavata Puránában Krisna tíz másodlagos sziddhit ismertet:
- anūrmimattvam: megszabadul és zavartalanná válik az éhségtől, a szomjúságtól és a testi szenvedés hatásaitól
- dūraśravaṇa: rendelkezik a távolba hallás képességével
- dūradarśanam: távolbalátás (tisztánlátás)
- manodzsavah: képes a testet a gondolattal együtt mozgatni (teleportáció)
- kāmarūpam: meg tudja változtatni testének alakját
- parakāja praveśanam: be tud lépni mások testébe
- szvacsanda mṛitjuh: meg tudja választani a halála időpontját
- devānām szaha krīḍā anudarśanam:  láthatja a félistenek kedvteléseit
- jathā szańkalpa szaḿsziddhiḥ: képes véghezvinni bármit, amire vágyik
- ādzsnyāpratihatā gatiḥ: megakadályozhatatlan utasításokat képes adni[15]

## Buddhizmus
A tantrikus buddhizmusban (vadzsrajána) különbséget tesznek a „hétköznapi sziddhi” és a „legmagasabb sziddhi” között. Hasonlóképpen, a Szuttapitaka beszédeiben Buddha megkülönbözteti a „világi” (páli: lokija ) magasabb szellemi erőket és a „transzcendens” (páli: lokuttara) magasabb szellemi erőket (abhinnyá).
Buddha a beszédében  a hétköznapi sziddhi / világi felsőbb szellemi erők öt különböző típusát különbözteti meg:
| #  | Név                                    | páli/szanszkrit              | leírás |
| -- | -------------------------------------- | ---------------------------- | --- |
| 1. | különböző mágikus erők                 | Iddhi/Sziddhi                | A szűkebb értelemben vett Sziddhi, mint pl: megjelenni és eltűnni, akadálytalanul átjárni a falakon, hegyeken és a levegőn keresztül; felbukkanni és eltűnni a földben és a vízben; a vízen járás képessége, mintha szilárd talajon lenne.. |
| 2. | A mennyei fül                          | Dibba-szota/-                | Más tartományokból származó és olyan hangok hallásának képessége, amelyek túl messze vannak ahhoz, hogy normál hallással hallhatók legyenek.                                                                                                |
| 3. | Látni mások szívét                     | Parassza ceto-pariya-nyāna/- | Más lények gondolatainak, lelkiállapotának és hangulatának közvetlen felismerésére való képesség. |
| 4. | A létezés korábbi formáinak emlékezete | Pubbe nivāszānusszati/-      | Reinkarnációs emlékek. |
| 5. | A mennyei szem                         | Dibbha-cakkhu/-              | Az a képesség, hogy belenézzen a lét más területeibe, hogy láthassa a testi szem számára láthatatlan dolgokat. |

A természetfeletti képességeket a buddhizmus tanítása alapján az erényes életvitelen és a meditáción keresztül lehet elérni:

## Fordítás
- Ez a szócikk részben vagy egészben  a   Siddhi című angol Wikipédia-szócikk fordításán alapul.  Az eredeti cikk szerkesztőit annak laptörténete sorolja fel. Ez a jelzés csupán a megfogalmazás eredetét és a szerzői jogokat jelzi, nem szolgál a cikkben szereplő információk forrásmegjelöléseként.